# Ernst Frick (peintre)
Ne pas confondre avec Ernst Frick, footballeur suisse.
Ernst Frick (né le 21 septembre 1881 et mort le 23 août 1956) est un peintre et syndicaliste anarchiste suisse. Il contribue à la revue Der Weckruf. Il est surveillé par la police en raison de ses activités syndicales et de ses idées politiques. En 1906, il s'installe à Ascona.
Il participe à deux attentats à l'explosif. En 1907, il est arrêté et jugé pour un attentat à la bombe, mais finalement libéré, les juges n'ayant pas estimé que sa culpabilité était suffisamment établie.
Il est un temps l'amant de Frieda Weekley, qui vient le voir au Tessin. En 1912, il a une relation avec l'écrivaine allemande Frieda von Richthofen, qu'il rencontre à Schwabing.